# 853
Năm 853 là một năm trong lịch Julius.

## Mất
- Đỗ Mục (sinh 803)
- Vũ Hồn (sinh 804)